# Kleinmühlingen
Kleinmühlingen este o localitate ce aparține de la data de 29 decembrie 2007 de Bördeland, districtul Salzland, landul Sachsen-Anhalt, Germania.

## Istoric
Kleinmühlingen este pentru prima oară amintit în anul 936 când a fost dăruit de Otto I. (912-973), așezarea a existat deja cu mult înainte fiind populat în majoritate de slavi. Până în ziua de azi s-au păstrat curțile tipice țărănești vechi cu patrulatere din trecut. Pe lângă agricultură și creșterea vitelor, s-a dezvoltat o ramură mai mică a industriei de producere de biciclete și piese de schimb pentru automobile.